# كرايغ باول
كرايغ باول (بالإنجليزية: Craig Powell)‏ هو لاعب كرة قدم أمريكية ومصور سينمائي أمريكي، ولد في 13 نوفمبر 1971 في يونغزتاون في الولايات المتحدة.

## وصلات خارجية
- كرايغ باول على موقع مرجع كرة القدم المحترفة.كوم (الإنجليزية)